# NGC 1155
NGC 1155 est une galaxie lenticulaire située dans la constellation de l'Éridan. NGC 1155 a été découvert par l'astronome français Édouard Stephan en 1876.

## Caractéristiques
Sa vitesse par rapport au fond diffus cosmologique est de 4 452 ± 14 km/s, ce qui correspond à une distance de Hubble de 65,7 ± 4,6 Mpc (∼214 millions d'al).
NGC 1155 est une galaxie à sursauts de formation d'étoiles. NGC 1154 et NGC 1155 sont à la même distance de nous et ils forment probablement une paire de galaxies en interaction gravitationnelle. Cependant, la base de données NASA/IPAC indique que NGC 1154 est une galaxie du champ, c'est-à-dire qu'elle n'appartient pas à un amas ou un groupe et qu'elle est donc gravitationnellement isolée et ce, même si elle semble former une paire avec NGC 1155.
NGC 1155 est une galaxie dont le noyau brille dans le domaine de l'ultraviolet. Elle est inscrite dans le catalogue de Markarian sous la cote Mrk 1064 (MK 1064).